# Tour de Ski 2020-2021
Navigation
2020 2022
La 15e édition du Tour de Ski se déroule du 1er janvier 2021 au 10 janvier 2021. Cette compétition, intégrée à la coupe du monde 2020-2021, est organisée par la fédération internationale de ski. L'épreuve comprend huit étapes constituant un parcours entamé à Val Müstair en Suisse, avant de faire étape à Toblach et à Val di Fiemme en Italie.
Les tenants du titre sont le Russe Alexander Bolshunov chez les hommes et la Norvégienne Therese Johaug chez les femmes.
Au terme de la compétition, Bolshunov s'impose devant le Français Maurice Manificat et le Russe Denis Spitsov. Chez les femmes, l'Américaine Jessica Diggins devient la première non-européenne à s'imposer. Elle devance la Russe Yulia Stupak et la Suédoise Ebba Andersson.

## Contexte
En raison des conditions sanitaires liées à la Covid-19, certains athlètes, notamment Therese Johaug, ou fédérations, expriment leurs inquiétudes. La fédération norvégienne propose à la FIS d'aménager le calendrier initial, afin de réduire les déplacements, notamment entre les différents pays, comme le regroupement des compétitions dans le même pays. Après la décision finale des organisateurs de conserver le calendrier initial, avec trois étapes en Suisse au Val Müstair, deux à Dobbiaco (aussi connu sous le nom allemand de Toblach) en Italie et trois également en Italie, à Val di Fiemme, la fédération norvégienne de ski annonce en décembre 2020 que ses athlètes ne disputeront pas le Tour de Ski.

## Calendrier
| Étape | Lieu          | Date        | Épreuves                                         | Distance | Distance | Heures de départ | Heures de départ |
| Étape | Lieu          | Date        | Épreuves                                         | Femmes   | Hommes   | Femmes           | Hommes           |
| ----- | ------------- | ----------- | ------------------------------------------------ | -------- | -------- | ---------------- | ---------------- |
| 1     | Val Müstair   | 1er janvier | Sprint - Style Libre                             | 1,4 km   | 1,4 km   | 11 h 45          | 11 h 45          |
| 2     | Val Müstair   | 2 janvier   | Départ en ligne - Style Classique                | 10 km    | 15 km    | 12 h 30          | 14 h 45          |
| 3     | Val Müstair   | 3 janvier   | Poursuite - Style Libre                          | 10 km    | 15 km    | 15 h 25          | 11 h 35          |
| 4     | Toblach       | 5 janvier   | Individuel - Style Libre                         | 10 km    | 15 km    | 13 h 00          | 14 h 45          |
| 5     | Toblach       | 6 janvier   | Poursuite - Style Classique                      | 10 km    | 15 km    | 13 h 30          | 14 h 40          |
| 6     | Val di Fiemme | 8 janvier   | Départ en ligne - Style Classique                | 10 km    | 15 km    | 15 h 35          | 13 h 15          |
| 7     | Val di Fiemme | 9 janvier   | Sprint - Style Classique                         | 1,3 km   | 1,5 km   | 13 h 05          | 13 h 05          |
| 8     | Val di Fiemme | 10 janvier  | Ascension finale : Départ en ligne - Style Libre | 10 km    | 10 km    | 12 h 45          | 15 h 35          |

| \| Toblach Val Müstair Val di Fiemme \| Sites des compétitions |
| Toblach Val Müstair Val di Fiemme                              |

| Toblach Val Müstair Val di Fiemme |

## Classements

### Classement général
| Pos | Nom                 | Temps           |
| --- | ------------------- | --------------- |
| 1   | Alexander Bolshunov | 3 h 32 min 32 s |
| 2   | Maurice Manificat   | + 3 min 23 s    |
| 3   | Denis Spitsov       | + 3 min 36 s    |
| 4   | Ivan Yakimushkin    | + 3 min 40 s    |
| 5   | Artiom Maltsev      | + 4 min 3 s     |
| 6   | Evgeniy Belov       | + 5 min 8 s     |
| 7   | Andrey Melnichenko  | + 5 min 23 s    |
| 8   | Dario Cologna       | + 6 min 4 s     |
| 9   | Clément Parisse     | + 6 min 12 s    |
| 10  | Hugo Lapalus        | + 6 min 22 s    |

| Pos | Nom               | Temps          |
| --- | ----------------- | -------------- |
| 1   | Jessica Diggins   | 3 h 4 min 45 s |
| 2   | Yulia Stupak      | + 1 min 24 s   |
| 3   | Ebba Andersson    | + 2 min 0 s    |
| 4   | Tatiana Sorina    | + 2 min 58 s   |
| 5   | Krista Pärmäkoski | + 3 min 23 s   |
| 6   | Rosie Brennan     | + 3 min 27 s   |
| 7   | Natalia Nepryaeva | + 3 min 28 s   |
| 8   | Katharina Hennig  | + 3 min 41 s   |
| 9   | Teresa Stadlober  | + 5 min 10 s   |
| 10  | Kateřina Razýmová | + 5 min 21 s   |

### Classement des sprints
| Pos | Nom                 | Points |
| --- | ------------------- | ------ |
| 1   | Alexander Bolshunov | 101    |
| 2   | Gleb Retivykh       | 90     |
| 3   | Federico Pellegrino | 71     |
| 4   | Richard Jouve       | 42     |
| 5   | Artiom Maltsev      | 38     |
| 6   | Oskar Svensson      | 32     |
| 7   | Andrey Melnichenko  | 24     |
| 8   | Maurice Manificat   | 20     |
| 9   | Evgeniy Belov       | 20     |
| 10  | Jules Lapierre      | 20     |

| Pos | Nom               | Points |
| --- | ----------------- | ------ |
| 1   | Linn Svahn        | 83     |
| 2   | Jessica Diggins   | 74     |
| 3   | Anamarija Lampič  | 51     |
| 4   | Ebba Andersson    | 50     |
| 5   | Maja Dahlqvist    | 43     |
| 6   | Natalia Nepryaeva | 38     |
| 7   | Tatiana Sorina    | 30     |
| 8   | Yulia Stupak      | 28     |
| 9   | Rosie Brennan     | 27     |
| 10  | Emma Ribom        | 26     |

## Détail des étapes

### Étape 1
1er janvier 2021, Val Müstair, Suisse
- Les 30 sprinters qualifiés pour les 1/4 de finale bénéficient d'un bonus en secondes réparti comme suit :
  - Finale : 60–54–48–46–44–42
  - Demi-finale : 32–30–28–26–24–22
  - Quart de finale : 10–10–10–8–8–8–8–8–6–6–6–6–6–4–4–4–4–4

| Pos | Nom                 | Temps        | BS |
| --- | ------------------- | ------------ | -- |
| 1   | Federico Pellegrino | 3 min 8 s 44 | 60 |
| 2   | Alexander Bolshunov | + 0 s 57     | 54 |
| 3   | Richard Jouve       | + 2 s 53     | 48 |
| 4   | Gleb Retivykh       | + 4 s 33     | 46 |
| 5   | Artiom Maltsev      | + 4 s 82     | 44 |
| 6   | Lucas Chanavat      | + 28 s 28    | 42 |

| Pos | Nom              | Temps          | BS |
| --- | ---------------- | -------------- | -- |
| 1   | Linn Svahn       | 3 min 32 s 01  | 60 |
| 2   | Anamarija Lampič | + 0 s 54       | 54 |
| 3   | Jessica Diggins  | + 3 s 41       | 48 |
| 4   | Frida Karlsson   | + 5 s 83       | 46 |
| 5   | Rosie Brennan    | + 8 s 00       | 44 |
| 6   | Nadine Fähndrich | + 1 min 2 s 00 | 42 |

### Étape 2
2 janvier 2021, Val Müstair, Suisse
| Pos | Nom                     | Temps        |
| --- | ----------------------- | ------------ |
| 1   | Alexander Bolshunov     | 34 min 9 s 8 |
| 2   | Dario Cologna           | + 23 s 5     |
| 3   | Ivan Yakimushkin        | + 25 s 3     |
| 4   | Maurice Manificat       | + 27 s 7     |
| 5   | Denis Spitsov           | + 34 s 4     |
| 6   | Oskar Svensson          | + 36 s 3     |
| 7   | Ilia Semikov            | + 43 s 4     |
| 8   | Evgeniy Belov           | + 47 s 2     |
| 9   | Irineu Esteve Altimiras | + 47 s 3     |
| 10  | Clément Parisse         | + 47 s 7     |

| Pos | Nom               | Temps        |
| --- | ----------------- | ------------ |
| 1   | Linn Svahn        | 30 min 9 s 9 |
| 2   | Yulia Stupak      | + 0 s 07     |
| 3   | Jessica Diggins   | + 0 s 08     |
| 4   | Frida Karlsson    | + 1 s 4      |
| 5   | Katharina Hennig  | + 2 s 0      |
| 6   | Rosie Brennan     | + 3 s 4      |
| 7   | Yana Kirpichenko  | + 4 s 5      |
| 8   | Alisa Zhambalova  | + 13 s 6     |
| 9   | Krista Pärmäkoski | + 13 s 6     |
| 10  | Tatiana Sorina    | + 17 s 9     |

### Étape 3
3 janvier 2021, Val Müstair, Suisse
La liste de départ de cette poursuite est basée sur le classement général du Tour de Ski après les deux premières étapes.
| Pos | Nom                 | Temps          |
| --- | ------------------- | -------------- |
| 1   | Alexander Bolshunov | 32 min 11 s 1  |
| 2   | Artiom Maltsev      | + 53 s 7       |
| 3   | Maurice Manificat   | + 1 min 7 s 0  |
| 4   | Denis Spitsov       | + 1 min 10 s 7 |
| 5   | Ivan Yakimushkin    | + 1 min 34 s 2 |
| 6   | Dario Cologna       | + 1 min 34 s 7 |
| 7   | Clément Parisse     | + 1 min 48 s 8 |
| 8   | Federico Pellegrino | + 2 min 8 s 3  |
| 9   | Jean-Marc Gaillard  | + 2 min 13 s 9 |
| 10  | Adrien Backscheider | + 2 min 14 s 1 |

| Pos | Nom               | Temps          |
| --- | ----------------- | -------------- |
| 1   | Jessica Diggins   | 26 min 54 s 1  |
| 2   | Rosie Brennan     | + 5 s 6        |
| 3   | Frida Karlsson    | + 10 s 7       |
| 4   | Anamarija Lampič  | + 57 s 9       |
| 5   | Yulia Stupak      | + 59 s 4       |
| 6   | Linn Svahn        | + 1 min 12 s 9 |
| 7   | Tatiana Sorina    | + 1 min 15 s 5 |
| 8   | Nadine Fähndrich  | + 1 min 28 s 3 |
| 9   | Katharina Hennig  | + 1 min 28 s 7 |
| 10  | Krista Pärmäkoski | + 1 min 31 s 4 |

### Étape 4
5 janvier 2021, Dobbiaco, Italie
| Pos | Nom                 | Temps        |
| --- | ------------------- | ------------ |
| 1   | Alexander Bolshunov | 34 min 9 s 8 |
| 2   | Denis Spitsov       | + 8 s 3      |
| 3   | Ivan Yakimushkin    | + 13 s 9     |
| 4   | Aleksey Chervotkin  | + 19 s 2     |
| 5   | Artiom Maltsev      | + 21 s 8     |
| 6   | Maurice Manificat   | + 22 s 9     |
| 7   | Evgeniy Belov       | + 27 s 6     |
| 8   | Andrey Melnichenko  | + 29 s 2     |
| 9   | Hugo Lapalus        | + 29 s 9     |
| 10  | Janosch Brugger     | + 43 s 9     |

| Pos | Nom               | Temps         |
| --- | ----------------- | ------------- |
| 1   | Jessica Diggins   | 25 min 14 s 5 |
| 2   | Rosie Brennan     | + 14 s 8      |
| 3   | Ebba Andersson    | + 22 s 2      |
| 4   | Yulia Stupak      | + 25 s 7      |
| 5   | Krista Pärmäkoski | + 31 s 3      |
| 6   | Tatiana Sorina    | + 35 s 6      |
| 7   | Delphine Claudel  | + 48 s 3      |
| 8   | Teresa Stadlober  | + 51 s 8      |
| 9   | Frida Karlsson    | + 52 s 4      |
| 10  | Alisa Zhambalova  | + 56 s 9      |

### Étape 5
6 janvier 2021, Dobbiaco, Italie
La liste de départ de cette poursuite est basée sur le classement de l'étape 4 du Tour de Ski et non sur le classement général après les quatre premières étapes comme a l'accoutumé.
| Pos | Nom                 | Temps          |
| --- | ------------------- | -------------- |
| 1   | Alexander Bolshunov | 34 min 32 s 9  |
| 2   | Ivan Yakimushkin    | + 55 s 5       |
| 3   | Evgeniy Belov       | + 55 s 6       |
| 4   | Aleksey Chervotkin  | + 56 s 8       |
| 5   | Andrey Melnichenko  | + 58 s 7       |
| 6   | Maurice Manificat   | + 1 min 1 s 4  |
| 7   | Denis Spitsov       | + 1 min 4 s 2  |
| 8   | Artiom Maltsev      | + 1 min 12 s 1 |
| 9   | Ilia Semikov        | + 2 min 2 s 5  |
| 10  | Lucas Bögl          | + 2 min 2 s 5  |

| Pos | Nom               | Temps         |
| --- | ----------------- | ------------- |
| 1   | Yulia Stupak      | 29 min 24 s 7 |
| 2   | Ebba Andersson    | + 0 s 7       |
| 3   | Jessica Diggins   | + 0 s 8       |
| 4   | Rosie Brennan     | + 17 s 3      |
| 5   | Krista Pärmäkoski | + 37 s 3      |
| 6   | Tatiana Sorina    | + 38 s 3      |
| 7   | Alisa Zhambalova  | + 58 s 5      |
| 8   | Katharina Hennig  | + 58 s 5      |
| 9   | Kateřina Razýmová | + 59 s 3      |
| 10  | Natalia Nepryaeva | + 1 min 1 s 7 |

### Étape 6
8 janvier 2021, Val di Fiemme, Italie
- Bonus
  - Sprint intermédiaire hommes et bonus pour les 10 premiers sprinteurs : 15-12-10-8-6-5-4-3-2-1
  - Sprint intermédiaire femmes et bonus pour les 10 premières sprinteuses : 15-12-10-8-6-5-4-3-2-1

| Pos | Nom                     | Temps         |
| --- | ----------------------- | ------------- |
| 1   | Alexander Bolshunov     | 41 min 33 s 7 |
| 2   | Francesco De Fabiani    | + 1 s 8       |
| 3   | Aleksey Chervotkin      | + 3 s 7       |
| 4   | Ilia Semikov            | + 6 s 7       |
| 5   | Ivan Yakimushkin        | + 7 s 6       |
| 6   | Janosch Brugger         | + 7 s 6       |
| 7   | Andrey Melnichenko      | + 9 s 6       |
| 8   | Gus Schumacher          | + 11 s 4      |
| 9   | Thomas Maloney Westgård | + 14 s 3      |
| 10  | Maurice Manificat       | + 14 s 9      |

| Pos | Nom               | Temps         |
| --- | ----------------- | ------------- |
| 1   | Natalia Nepryaeva | 30 min 35 s 5 |
| 2   | Katharina Hennig  | + 2 s 4       |
| 3   | Ebba Andersson    | + 4 s 1       |
| 4   | Teresa Stadlober  | + 6 s 6       |
| 5   | Johanna Matintalo | + 7 s 2       |
| 6   | Krista Pärmäkoski | + 9 s 9       |
| 7   | Alisa Zhambalova  | + 13 s 7      |
| 8   | Yulia Stupak      | + 15 s 1      |
| 9   | Jessica Diggins   | + 24 s 0      |
| 10  | Yana Kirpichenko  | + 27 s 3      |

| Nom                  | Temps |
| -------------------- | ----- |
| Alexander Bolshunov  | 15    |
| Denis Spitsov        | 12    |
| Francesco De Fabiani | 10    |
| Artiom Maltsev       | 8     |
| Ivan Yakimushkin     | 6     |
| Dario Cologna        | 5     |
| Andrey Melnichenko   | 4     |
| Roman Furger         | 3     |
| Maurice Manificat    | 2     |
| Markus Vuorela       | 1     |

| Nom               | Temps |
| ----------------- | ----- |
| Ebba Andersson    | 15    |
| Jessica Diggins   | 12    |
| Katharina Hennig  | 10    |
| Tatiana Sorina    | 8     |
| Yulia Stupak      | 6     |
| Frida Karlsson    | 5     |
| Natalia Nepryaeva | 4     |
| Alisa Zhambalova  | 3     |
| Linn Svahn        | 2     |
| Teresa Stadlober  | 1     |

### Étape 7
9 janvier 2021, Val di Fiemme, Italie
- Les 30 sprinters qualifiés pour les 1/4 de finale bénéficient d'un bonus en secondes réparti comme suit :
  - Finale : 60–54–48–46–44–42
  - Demi-finale : 32–30–28–26–24–22
  - Quart de finale : 10–10–10–8–8–8–8–8–6–6–6–6–6–4–4–4–4–4

| Pos | Nom                 | Temps         | BS |
| --- | ------------------- | ------------- | -- |
| 1   | Oskar Svensson      | 3 min 19 s 83 | 60 |
| 2   | Gleb Retivykh       | + 0 s 24      | 54 |
| 3   | Alexander Bolshunov | + 0 s 32      | 48 |
| 4   | Federico Pellegrino | + 0 s 70      | 46 |
| 5   | Valentin Chauvin    | + 0 s 76      | 44 |
| 6   | Artiom Maltsev      | + 3 s 15      | 42 |

| Pos | Nom               | Temps         | BS |
| --- | ----------------- | ------------- | -- |
| 1   | Linn Svahn        | 3 min 32 s 01 | 60 |
| 2   | Maja Dahlqvist    | + 0 s 54      | 54 |
| 3   | Emma Ribom        | + 0 s 84      | 48 |
| 4   | Natalia Nepryaeva | + 1 s 60      | 46 |
| 5   | Tatiana Sorina    | + 1 s 97      | 44 |
| 6   | Krista Pärmäkoski | + 2 s 42      | 42 |

### Étape 8
10 janvier 2021, Val di Fiemme, Italie
Ascension finale : Départ en ligne, Style Libre (15 km)
| Pos | Nom                 | Temps         |
| --- | ------------------- | ------------- |
| 1   | Denis Spitsov       | 32 min 41 s 0 |
| 2   | Alexander Bolshunov | + 13 s 3      |
| 3   | Maurice Manificat   | + 15 s 2      |
| 4   | Evgeniy Belov       | + 21 s 8      |
| 5   | Andrey Melnichenko  | + 24 s 0      |
| 6   | Ivan Yakimushkin    | + 26 s 9      |
| 7   | Hugo Lapalus        | + 30 s 2      |
| 8   | Lucas Bögl          | + 37 s 9      |
| 9   | Adrien Backscheider | + 39 s 9      |
| 10  | Clément Parisse     | + 42 s 7      |

| Pos | Nom               | Temps          |
| --- | ----------------- | -------------- |
| 1   | Ebba Andersson    | 36 min 45 s 6  |
| 2   | Jessica Diggins   | + 9 s 2        |
| 3   | Delphine Claudel  | + 32 s 6       |
| 4   | Yulia Stupak      | + 40 s 0       |
| 5   | Tatiana Sorina    | + 1 min 4 s 3  |
| 6   | Kateřina Razýmová | + 1 min 17 s 4 |
| 7   | Rosie Brennan     | + 1 min 17 s 8 |
| 8   | Katharina Hennig  | + 1 min 23 s 6 |
| 9   | Anna Nechaevskaya | + 1 min 27 s 6 |
| 10  | Patrīcija Eiduka  | + 1 min 29 s 2 |